# Schottkyho dioda

Schematická značka Schottkyho diody

Schottkyho dioda (pojmenovaná po německém fyzikovi W. Schottkym) využívá usměrňujících účinků styku polovodiče a kovu. Polovodičem bývá nejčastěji křemík nebo GaAs typu N, kovem zlato nebo hliník. Schottkyho diody se nejčastěji zhotovují planárně epitaxní technologií.

## Princip
Vedení proudu se v Schottkyho diodě účastní pouze majoritní nosiče a při difúzi se na okrajích hradlové vrstvy neakumulují minoritní nosiče, proto je doba mezi vznikem a zánikem hradlové vrstvy značně menší. Z tohoto důvodu se mohou Schottkyho diody využít při usměrňování vyšších frekvencí.

## Konstrukce

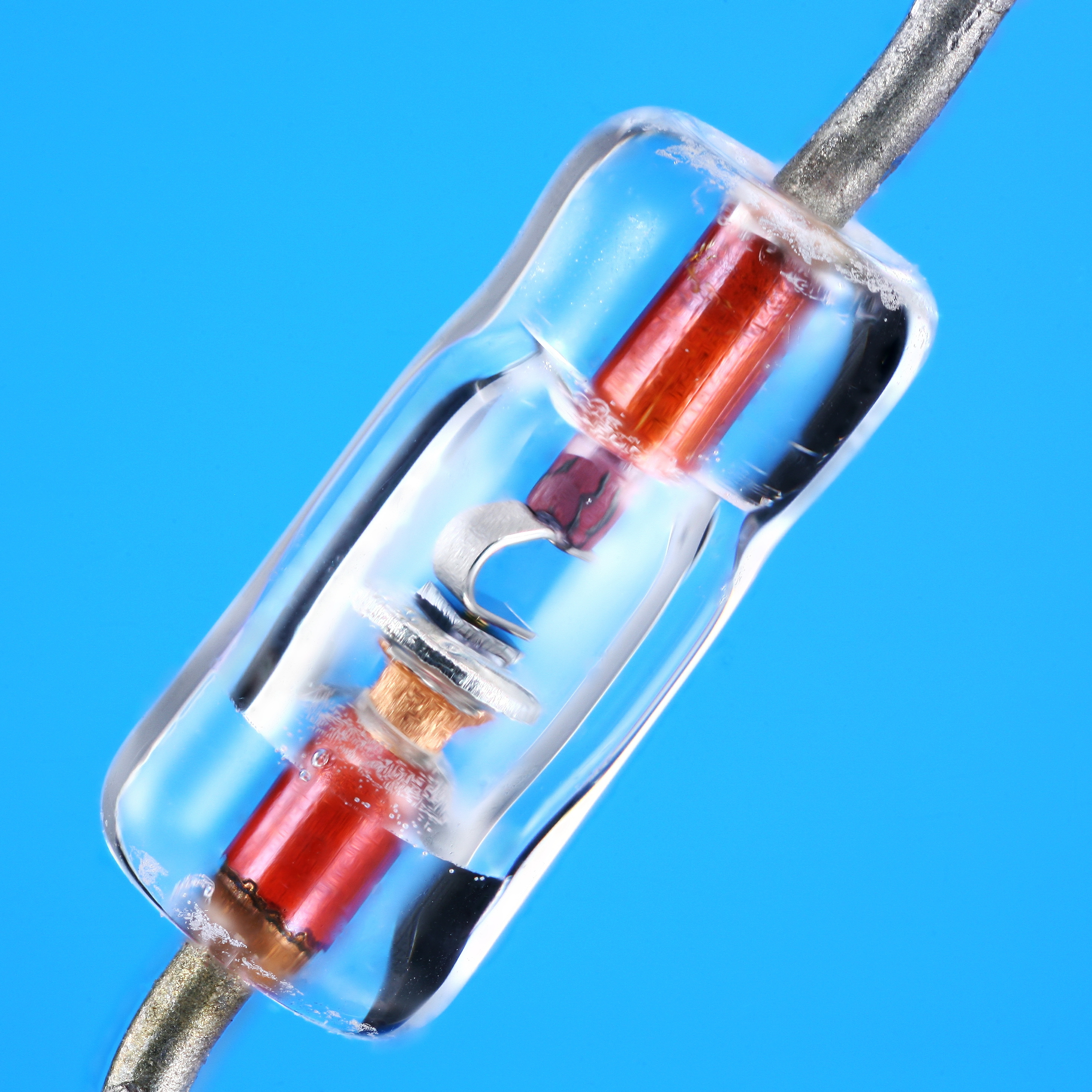
Schottkyho dioda

Základní část krystalu tvoří destička tloušťky asi 0,2 mm s velkou koncentrací příměsí s vodivostí typu {\displaystyle N^{+}.} Na ní je epitaxí vytvořena vrstva polovodiče stejného typu vodivosti tloušťky několik μm. Koncentrace příměsí je mnohem menší než v základní destičce. Povrch epitaxní vrstvy je očištěn a pokryt oxidem, ve kterém je vyleptán otvor pro napaření kovové elektrody diody.
Tato jednoduchá konstrukce diod má však nevýhodu v tom, že umožňuje vznik elektrických polí velké intenzity v okrajových oblastech vyprázdněné vrstvy (strmé okraje, existence kladných nábojů na rozhraní SiO2), což vede k nárůstu proudu v těchto oblastech, nízkým průrazným napětím a špatným šumovým vlastnostem diod.
Tento nedostatek odstraňuje konstrukce diody s kovovou elektrodou překrývající oxidovou vrstvu. Vyprázdněná vrstva je pod kondenzátorem zaoblena a její ostré okraje způsobující měkký průraz jsou eliminovány. Oblasti překrytí oxidové vrstvy musí být malé, aby se vlivem přídavné kapacity nezhoršovaly kmitočtové vlastnosti diody. Některé diody se proto opatřují ještě ochranným prstencem.

## Vlastnosti
Oproti diodám s PN přechodem má Schottkyho dioda menší úbytek napětí v propustném směru (Schottkyho dioda 0,3 V, křemíková dioda s PN přechodem 0,7 V) a vyšší proud (až stovky μA) v závěrném směru .
Výhodou proti hrotovým diodám je také vyšší mechanická odolnost a kratší tzv. zotavovací doba. Schottkyho diody mohou přejít z vodivého do nevodivého stavu za dobu menší než 1 ns. Jednoduchost výroby umožňuje vyrábět diody s velmi malou plochou přechodu.

## Použití
Výše zmíněné parametry předurčují Schottkyho diody pro využití v extrémně rychlých spínacích obvodech ve výpočetní technice, radarových zařízeních či k usměrnění malých napětí s frekvencí až do desítek GHz.
Také byly vyvinuty výkonové verze těchto diod, které se s oblibou využívají k usměrňování malých napětí ve spínaných zdrojích (například počítačové zdroje). Zde se sice jedná pouze o kmitočty stovek kHz, ale proudy dosahují desítek ampér.